# Junta governativa paranaense de 1891
A Junta governativa paranaense de 1891 foi um triunvirato formado por:
- Roberto Ferreira
- Bento José Lamenha Lins
- Joaquim Monteiro de Carvalho e Silva.

A junta governativa assumiu o governo do estado em 29 de novembro de 1891, permanecendo no cargo até 25 de fevereiro de 1892.